# 沖縄県道16号線
沖縄県道16号線（おきなわけんどう16ごうせん）は、沖縄県うるま市与那城西原と中頭郡読谷村字古堅とを結ぶ一般県道。

## 概要
- 起点：うるま市与那城西原（沖縄県道10号伊計平良川線）
- 終点：中頭郡読谷村字古堅（国道58号読谷道路）
- 総延長：17.03km
- 実延長：9.6km

## 通過自治体
- うるま市 － 沖縄市 － （中頭郡嘉手納町） － 読谷村
（嘉手納町は全線沖縄県道74号沖縄嘉手納線と国道58号に重複）

## 交差する路線
- 沖縄県道10号伊計平良川線（起点）
- 沖縄県道8号線（起点・県道10号に重複）
- 沖縄県道239号与那城具志川線（うるま市・予定）
- 沖縄県道33号具志川沖縄線（うるま市川田）
- 沖縄県道36号線（うるま市豊原 - 沖縄北IC方面、同市高江洲 - 中城湾港方面）
- 沖縄県道224号具志川環状線（うるま市宮里、沖縄市知花）
- 沖縄県道75号沖縄石川線（うるま市赤道）
- 国道329号（沖縄市知花）
- 国道331号（沖縄市知花・国道329号と重複）
- 沖縄県道74号沖縄嘉手納線（沖縄市知花 - 嘉手納町嘉手納ロータリーの全線、以下の道路は被重複区間内）
  - 沖縄県道85号沖縄環状線（沖縄市美里）
  - 沖縄自動車道（同・通過のみ）
    - 池武当インターチェンジ（予定（仮称））

  - 沖縄県道26号線（沖縄市白川）
- 国道58号（嘉手納町嘉手納ロータリー - 読谷村大湾）
  - 沖縄西海岸道路読谷道路（終点・予定）

## 重複路線
- 沖縄県道36号線（うるま市豊原 - 高江洲）
- 沖縄県道74号沖縄嘉手納線（沖縄市知花 - 嘉手納町嘉手納ロータリーの全線）
- 国道58号（嘉手納町嘉手納ロータリー - 読谷村大湾）

## 主要施設
- 那覇地方裁判所沖縄支部（沖縄市知花）
  - 那覇家庭裁判所沖縄支部
  - 沖縄簡易裁判所
  - 那覇地方法務局沖縄支部
- 嘉手納基地（沖縄市知花 - 嘉手納町嘉手納・県道74号被重複区間内）
- 道の駅かでな（嘉手納町屋良・同）
- 安保の見える丘（同）
- 防衛省沖縄防衛局（嘉手納町嘉手納・県道74号および国道58号被重複区間内）

## 路線バス
- 52番・与勝線（沖縄バス）　うるま市与那城西原 - 赤道十字路
- 61番・前原線（沖縄バス）　うるま市与那城西原 - 赤道十字路
- 63番・謝苅線（琉球バス交通）　うるま市赤道十字路 - 沖縄市知花法務局前
- 263番・謝苅おもろまち線（琉球バス交通）　うるま市赤道十字路 - 沖縄市知花法務局前

このほか、読谷村のコミュニティバス「鳳バス」が同村内区間の一部を通っている（平日は南ルートと西ルート、土休日は南北ルート）。

## 歴史・特徴
- 1953年（昭和28年）に嘉手納ロータリー - 赤道十字路は軍道16号線、赤道十字路 - 与那城は琉球政府道16号線として指定。1972年（昭和47年）の本土復帰と同時に合わせて県道16号線となる。
- 1976年（昭和51年）、沖縄市知花交差点 - 嘉手納町嘉手納ロータリーの区間が主要地方道沖縄嘉手納線（県道74号）となる。